# Covelo (Gondomar)
Covelo é uma localidade portuguesa do município de Gondomar que foi sede de extinta freguesia homónima. A freguesia tinha 11,17 km² de área e 1 647 habitantes (2011), e, por isso, uma densidade populacional de 147,4 hab/km².
A freguesia foi extinta em 2013 no âmbito de uma reforma administrativa nacional para, em conjunto com a freguesia de Foz do Sousa, formar uma nova freguesia denominada União das Freguesias de Foz do Sousa e Covelo com a sede em Foz do Sousa.
Em 1839 pertencia ao concelho de Aguiar de Sousa e, em 1852, já fazia parte do município de Gondomar.
Sendo banhada pelo rio Sousa na sua fronteira com Foz do Sousa e pelo rio Douro na sua fronteira desde Melres, Medas, Covelo e Valbom até à sede do distrito, a cidade do Porto, é também palco de dois troços de rali utilizados na realização do Rali Cidade de Gondomar, sendo estes considerados dos que oferecem as melhores condições para a prática deste desporto no distrito do Porto. Tem também no lugar de Leverinho o seu pavilhão gimnodesportivo, bem como a sede do seu clube de pesca, sendo a marina (da Lixa) aí existente um excelente lugar para a sua prática, bem como para os concursos que aí se efectuam já a nível nacional.

## População
| População da freguesia de Covelo | População da freguesia de Covelo | População da freguesia de Covelo | População da freguesia de Covelo | População da freguesia de Covelo | População da freguesia de Covelo | População da freguesia de Covelo | População da freguesia de Covelo | População da freguesia de Covelo | População da freguesia de Covelo | População da freguesia de Covelo | População da freguesia de Covelo | População da freguesia de Covelo | População da freguesia de Covelo | População da freguesia de Covelo |
| -------------------------------- | -------------------------------- | -------------------------------- | -------------------------------- | -------------------------------- | -------------------------------- | -------------------------------- | -------------------------------- | -------------------------------- | -------------------------------- | -------------------------------- | -------------------------------- | -------------------------------- | -------------------------------- | -------------------------------- |
| 1864                             | 1878                             | 1890                             | 1900                             | 1911                             | 1920                             | 1930                             | 1940                             | 1950                             | 1960                             | 1970                             | 1981                             | 1991                             | 2001                             | 2011                             |
| 650                              | 766                              | 1 058                            | 833                              | 832                              | 943                              | 960                              | 1 017                            | 1 104                            | 1 294                            | 1 371                            | 1 653                            | 1 695                            | 1 755                            | 1 647                            |

| Distribuição da População por Grupos Etários | Distribuição da População por Grupos Etários | Distribuição da População por Grupos Etários | Distribuição da População por Grupos Etários | Distribuição da População por Grupos Etários | Distribuição da População por Grupos Etários | Distribuição da População por Grupos Etários | Distribuição da População por Grupos Etários | Distribuição da População por Grupos Etários | Distribuição da População por Grupos Etários |
| -------------------------------------------- | -------------------------------------------- | -------------------------------------------- | -------------------------------------------- | -------------------------------------------- | -------------------------------------------- | -------------------------------------------- | -------------------------------------------- | -------------------------------------------- | -------------------------------------------- |
| Ano                                          | 0-14 Anos                                    | 15-24 Anos                                   | 25-64 Anos                                   | > 65 Anos                                    |                                              | 0-14 Anos                                    | 15-24 Anos                                   | 25-64 Anos                                   | > 65 Anos                                    |
| 2001                                         | 311                                          | 270                                          | 950                                          | 224                                          |                                              | 17,7%                                        | 15,4%                                        | 54,1%                                        | 12,8%                                        |
| 2011                                         | 216                                          | 194                                          | 977                                          | 260                                          |                                              | 13,1%                                        | 11,8%                                        | 59,3%                                        | 15,8%                                        |

## Património
- Igreja de Santa Maria (matriz)
- Capelas de Leverinho e da Quinta
- Quinta do Fundelo
- Quebrada da Quelha
- Casa do Cunho
- Marina